# 细沙乡
细沙乡，是中华人民共和国云南省昭通市永善县下辖的一个乡镇级行政单位。

## 行政区划
细沙乡下辖以下地区：
细沙村、大同村、黄金村、阳堡村、凉水村、三堡村和石坪村。